# داماريس لويس
داماريس لويس  (بالإنجليزية: Damaris Lewis)‏ (من مواليد 10 أكتوبر 1990) عارضة أزياء وممثلة أمريكية. ظهرت في مجلة 2009 و 2010 و 2011 . في عام 2018 ، عملت في فيلم بلاك ك كلنزمن.

## حياتها
وُلدت لويس ونشأ في بروكلين ، نيويورك. والداها من غرب انديانا من جزيرة سانت كيتس. درست الفنون في مدرسة فيوريلو إتش لاغوارديا الثانوية للموسيقى والفنون. تم اكتشاف لويس أثناء أدائها مع شركة رقص طفولتها ، انتظرت حتى السنة الثانية من المدرسة الثانوية لتوقيع عقد مع إيليت موديل مانجمنت.

## روابط خارجية
- داماريس لويس على موقع IMDb (الإنجليزية)
- داماريس لويس على موقع قاعدة بيانات الفيلم (الإنجليزية)
- داماريس لويس على موقع دليل عارضات الأزياء (الإنجليزية)
- Damaris Lewis' official website
- Marilyn Agency page